# Lista över fornlämningar i Ulricehamns kommun (Södra Ving)
Lista över fornlämningar i Ulricehamns kommun (Södra Ving) är en förteckning av ett urval av de fornlämningar som finns i Södra Ving i Ulricehamns kommun.
| Namn                                         | Lämningstyp                 | Tillkomsttid | Historisk indelning       | Plats | Läge                 | ID-nr          | Bild                                      |
| -------------------------------------------- | --------------------------- | ------------ | ------------------------- | ----- | -------------------- | -------------- | ----------------------------------------- |
| Södra Ving 1:1                               | Grav markerad av sten/block |              | Södra Ving, Västergötland |       | 57.828267, 13.207119 | 10178900010001 | Ladda upp en bild av detta fornminne      |
| Södra Ving 2:1                               | Grav markerad av sten/block |              | Södra Ving, Västergötland |       | 57.831478, 13.224529 | 10178900020001 | Ladda upp en bild av detta fornminne      |
| Södra Ving 3:1                               | Grav markerad av sten/block |              | Södra Ving, Västergötland |       | 57.829647, 13.229654 | 10178900030001 | Ladda upp en bild av detta fornminne      |
| Södra Ving 3:2                               | Hällristning                |              | Södra Ving, Västergötland |       | 57.829642, 13.229466 | 10178900030002 | Ladda upp en bild av detta fornminne      |
| Bonarestenarne (Södra Ving 4:1)              | Stenkrets                   |              | Södra Ving, Västergötland |       | 57.828098, 13.210411 | 10178900040001 | Ladda upp en bild av detta fornminne      |
| Bonarestenarne (Södra Ving 4:2)              | Grav markerad av sten/block |              | Södra Ving, Västergötland |       | 57.828047, 13.210196 | 10178900040002 | Ladda upp en bild av detta fornminne      |
| Bonarestenarne (Södra Ving 4:3)              | Grav markerad av sten/block |              | Södra Ving, Västergötland |       | 57.828051, 13.210624 | 10178900040003 | Ladda upp en bild av detta fornminne      |
| Töve gamla kyrkplats (Södra Ving 5:1)        | Kyrka/kapell                |              | Södra Ving, Västergötland |       | 57.828693, 13.223186 | 10178900050001 | Ladda upp en bild av detta fornminne      |
| Södra Ving 6:1                               | Gravfält                    |              | Södra Ving, Västergötland |       | 57.829054, 13.220824 | 10178900060001 | Ladda upp en bild av detta fornminne      |
| Södra Ving 7:1                               | Röse                        |              | Södra Ving, Västergötland |       | 57.825140, 13.229084 | 10178900070001 | Ladda upp en bild av detta fornminne      |
| Södra Ving 7:2                               | Stenkammargrav              |              | Södra Ving, Västergötland |       | 57.825057, 13.229328 | 10178900070002 | Ladda upp en bild av detta fornminne      |
| Södra Ving 7:3                               | Stensättning                |              | Södra Ving, Västergötland |       | 57.825150, 13.228511 | 10178900070003 | Ladda upp en bild av detta fornminne      |
| Södra Ving 7:4                               | Stensättning                |              | Södra Ving, Västergötland |       | 57.825208, 13.228314 | 10178900070004 | Ladda upp en bild av detta fornminne      |
| Södra Ving 8:1                               | Stenkammargrav              |              | Södra Ving, Västergötland |       | 57.820252, 13.235829 | 10178900080001 | Ladda upp en bild av detta fornminne      |
| Södra Ving 9:1                               | Gravfält                    |              | Södra Ving, Västergötland |       | 57.826164, 13.247887 | 10178900090001 | Ladda upp en bild av detta fornminne      |
| Kungshögen (Södra Ving 10:1)                 | Hög                         |              | Södra Ving, Västergötland |       | 57.842922, 13.280373 | 10178900100001 | Ladda upp en bild av detta fornminne      |
| Kungshögen (Södra Ving 10:2)                 | Hög                         |              | Södra Ving, Västergötland |       | 57.842779, 13.280243 | 10178900100002 | Ladda upp en bild av detta fornminne      |
| Kungshögen (Södra Ving 10:3)                 | Stensättning                |              | Södra Ving, Västergötland |       | 57.842771, 13.280507 | 10178900100003 | Ladda upp en bild av detta fornminne      |
| Kungshögen (Södra Ving 10:4)                 | Runristning                 |              | Södra Ving, Västergötland |       | 57.842874, 13.280602 | 10178900100004 | Ladda upp en till bild av detta fornminne |
| Stora Ljusakullen (Södra Ving 11:1)          | Hög                         |              | Södra Ving, Västergötland |       | 57.839160, 13.263716 | 10178900110001 | Ladda upp en bild av detta fornminne      |
| Södra Ving 12:1                              | Hällristning                |              | Södra Ving, Västergötland |       | 57.839094, 13.266873 | 10178900120001 | Ladda upp en bild av detta fornminne      |
| Södra Ving 14:1                              | Gravfält                    |              | Södra Ving, Västergötland |       | 57.850105, 13.328359 | 10178900140001 | Ladda upp en bild av detta fornminne      |
| Södra Ving 15:1                              | Gravfält                    |              | Södra Ving, Västergötland |       | 57.849603, 13.328533 | 10178900150001 | Ladda upp en bild av detta fornminne      |
| Södra Ving 16:1                              | Stensättning                |              | Södra Ving, Västergötland |       | 57.834711, 13.291603 | 10178900160001 | Ladda upp en bild av detta fornminne      |
| Södra Ving 17:1                              | Gravfält                    |              | Södra Ving, Västergötland |       | 57.831878, 13.293983 | 10178900170001 | Ladda upp en bild av detta fornminne      |
| Södra Ving 18:1                              | Stensättning                |              | Södra Ving, Västergötland |       | 57.835973, 13.316294 | 10178900180001 | Ladda upp en bild av detta fornminne      |
| Södra Ving 18:2                              | Stenkrets                   |              | Södra Ving, Västergötland |       | 57.836061, 13.316051 | 10178900180002 | Ladda upp en bild av detta fornminne      |
| Södra Ving 19:1                              | Stensättning                |              | Södra Ving, Västergötland |       | 57.836364, 13.317605 | 10178900190001 | Ladda upp en bild av detta fornminne      |
| Södra Ving 20:1                              | Stensättning                |              | Södra Ving, Västergötland |       | 57.835846, 13.318949 | 10178900200001 | Ladda upp en bild av detta fornminne      |
| Södra Ving 20:2                              | Stensättning                |              | Södra Ving, Västergötland |       | 57.835713, 13.318822 | 10178900200002 | Ladda upp en bild av detta fornminne      |
| Södra Ving 21:1                              | Stensättning                |              | Södra Ving, Västergötland |       | 57.845546, 13.273780 | 10178900210001 | Ladda upp en bild av detta fornminne      |
| Södra Ving 21:2                              | Stensättning                |              | Södra Ving, Västergötland |       | 57.845731, 13.273947 | 10178900210002 | Ladda upp en bild av detta fornminne      |
| Södra Ving 21:3                              | Stensättning                |              | Södra Ving, Västergötland |       | 57.845327, 13.273663 | 10178900210003 | Ladda upp en bild av detta fornminne      |
| Södra Ving 22:1                              | Stensättning                |              | Södra Ving, Västergötland |       | 57.848787, 13.277267 | 10178900220001 | Ladda upp en bild av detta fornminne      |
| Södra Ving 23:1                              | Stensättning                |              | Södra Ving, Västergötland |       | 57.843389, 13.283870 | 10178900230001 | Ladda upp en bild av detta fornminne      |
| Södra Ving 23:2                              | Stensättning                |              | Södra Ving, Västergötland |       | 57.843403, 13.283711 | 10178900230002 | Ladda upp en bild av detta fornminne      |
| Södra Ving 23:3                              | Stensättning                |              | Södra Ving, Västergötland |       | 57.843411, 13.283515 | 10178900230003 | Ladda upp en bild av detta fornminne      |
| Solbacken (Södra Ving 26:1)                  | Gravfält                    |              | Södra Ving, Västergötland |       | 57.843705, 13.277453 | 10178900260001 | Ladda upp en bild av detta fornminne      |
| Solbacken (Södra Ving 26:2)                  | Hög                         |              | Södra Ving, Västergötland |       | 57.843442, 13.278290 | 10178900260002 | Ladda upp en bild av detta fornminne      |
| Skogslund (Södra Ving 27:1)                  | Stenkrets                   |              | Södra Ving, Västergötland |       | 57.854816, 13.285509 | 10178900270001 | Ladda upp en bild av detta fornminne      |
| Södra Ving 28:1                              | Stenkrets                   |              | Södra Ving, Västergötland |       | 57.850005, 13.295620 | 10178900280001 | Ladda upp en bild av detta fornminne      |
| Svedjorna (Södra Ving 29:1)                  | Gravfält                    |              | Södra Ving, Västergötland |       | 57.852443, 13.301112 | 10178900290001 | Ladda upp en bild av detta fornminne      |
| Södra Ving 30:1                              | Stensättning                |              | Södra Ving, Västergötland |       | 57.832868, 13.317910 | 10178900300001 | Ladda upp en bild av detta fornminne      |
| Södra Ving 31:1                              | Stensättning                |              | Södra Ving, Västergötland |       | 57.829767, 13.318811 | 10178900310001 | Ladda upp en bild av detta fornminne      |
| Södra Ving 33:1                              | Stensättning                |              | Södra Ving, Västergötland |       | 57.826421, 13.317874 | 10178900330001 | Ladda upp en bild av detta fornminne      |
| Södra Ving 34:1                              | Stensättning                |              | Södra Ving, Västergötland |       | 57.831898, 13.322114 | 10178900340001 | Ladda upp en bild av detta fornminne      |
| Södra Ving 34:2                              | Stensättning                |              | Södra Ving, Västergötland |       | 57.832044, 13.322139 | 10178900340002 | Ladda upp en bild av detta fornminne      |
| Södra Ving 35:1                              | Stensättning                |              | Södra Ving, Västergötland |       | 57.831498, 13.321945 | 10178900350001 | Ladda upp en bild av detta fornminne      |
| Södra Ving 36:1                              | Stensättning                |              | Södra Ving, Västergötland |       | 57.831660, 13.324302 | 10178900360001 | Ladda upp en bild av detta fornminne      |
| Södra Ving 36:2                              | Stensättning                |              | Södra Ving, Västergötland |       | 57.832078, 13.324362 | 10178900360002 | Ladda upp en bild av detta fornminne      |
| Södra Ving 37:1                              | Stenkrets                   |              | Södra Ving, Västergötland |       | 57.799593, 13.306798 | 10178900370001 | Ladda upp en bild av detta fornminne      |
| Södra Ving 37:2                              | Stensättning                |              | Södra Ving, Västergötland |       | 57.799540, 13.306557 | 10178900370002 | Ladda upp en bild av detta fornminne      |
| Kyrkåkern (Södra Ving 38:1)                  | Stensättning                |              | Södra Ving, Västergötland |       | 57.798110, 13.303875 | 10178900380001 | Ladda upp en bild av detta fornminne      |
| Kyrkåkern (Södra Ving 38:2)                  | Stensättning                |              | Södra Ving, Västergötland |       | 57.798010, 13.303742 | 10178900380002 | Ladda upp en bild av detta fornminne      |
| Kyrkåkern (Södra Ving 38:3)                  | Stensättning                |              | Södra Ving, Västergötland |       | 57.797921, 13.303632 | 10178900380003 | Ladda upp en bild av detta fornminne      |
| Fagranäs (Södra Ving 39:1)                   | Fästning/skans              |              | Södra Ving, Västergötland |       | 57.835884, 13.304682 | 10178900390001 | Ladda upp en bild av detta fornminne      |
| Fagranäs (Södra Ving 40:1)                   | Fästning/skans              |              | Södra Ving, Västergötland |       | 57.835453, 13.308923 | 10178900400001 | Ladda upp en bild av detta fornminne      |
| Vädersholm (Södra Ving 41:1)                 | Borg                        |              | Södra Ving, Västergötland |       | 57.840322, 13.308937 | 10178900410001 | Ladda upp en bild av detta fornminne      |
| Södra Ving 42:1                              | Röse                        |              | Södra Ving, Västergötland |       | 57.848527, 13.324632 | 10178900420001 | Ladda upp en bild av detta fornminne      |
| Södra Ving 43:1                              | Gravfält                    |              | Södra Ving, Västergötland |       | 57.845825, 13.327380 | 10178900430001 | Ladda upp en bild av detta fornminne      |
| Södra Ving 44:1                              | Stensättning                |              | Södra Ving, Västergötland |       | 57.845462, 13.327300 | 10178900440001 | Ladda upp en bild av detta fornminne      |
| Södra Ving 45:1                              | Stensättning                |              | Södra Ving, Västergötland |       | 57.844767, 13.331430 | 10178900450001 | Ladda upp en bild av detta fornminne      |
| Södra Ving 45:2                              | Stensättning                |              | Södra Ving, Västergötland |       | 57.845245, 13.331488 | 10178900450002 | Ladda upp en bild av detta fornminne      |
| Granelund (Södra Ving 46:1)                  | Stenkammargrav              |              | Södra Ving, Västergötland |       | 57.857524, 13.301145 | 10178900460001 | Ladda upp en bild av detta fornminne      |
| Södra Ving 47:1                              | Stensättning                |              | Södra Ving, Västergötland |       | 57.836689, 13.325412 | 10178900470001 | Ladda upp en bild av detta fornminne      |
| Södra Ving 47:2                              | Stensättning                |              | Södra Ving, Västergötland |       | 57.836764, 13.325305 | 10178900470002 | Ladda upp en bild av detta fornminne      |
| Södra Ving 48:1                              | Röse                        |              | Södra Ving, Västergötland |       | 57.852151, 13.331671 | 10178900480001 | Ladda upp en bild av detta fornminne      |
| Södra Ving 48:2                              | Stensättning                |              | Södra Ving, Västergötland |       | 57.851842, 13.332375 | 10178900480002 | Ladda upp en bild av detta fornminne      |
| Södra Ving 49:1                              | Stensättning                |              | Södra Ving, Västergötland |       | 57.836223, 13.323069 | 10178900490001 | Ladda upp en bild av detta fornminne      |
| Södra Ving 50:1                              | Stensättning                |              | Södra Ving, Västergötland |       | 57.835370, 13.321990 | 10178900500001 | Ladda upp en bild av detta fornminne      |
| Bruserör (Södra Ving 51:1)                   | Röse                        |              | Södra Ving, Västergötland |       | 57.839453, 13.290676 | 10178900510001 | Ladda upp en bild av detta fornminne      |
| Södra Vings kyrkogård (Södra Ving 52:1)      | Runristning                 |              | Södra Ving, Västergötland |       | 57.837611, 13.281021 | 10178900520001 | Ladda upp en bild av detta fornminne      |
| Södra Vings kyrkogård (Södra Ving 52:3)      | Runristning                 |              | Södra Ving, Västergötland |       | 57.837586, 13.281029 | 10178900520003 | Ladda upp en bild av detta fornminne      |
| Södra Ving 53:1                              | Stensättning                |              | Södra Ving, Västergötland |       | 57.834956, 13.328020 | 10178900530001 | Ladda upp en bild av detta fornminne      |
| Lottenborg (Södra Ving 54:1)                 | Stensättning                |              | Södra Ving, Västergötland |       | 57.828875, 13.333978 | 10178900540001 | Ladda upp en bild av detta fornminne      |
| Lottenborg (Södra Ving 54:2)                 | Stenkrets                   |              | Södra Ving, Västergötland |       | 57.828872, 13.334345 | 10178900540002 | Ladda upp en bild av detta fornminne      |
| Södra Ving 55:1                              | Stensättning                |              | Södra Ving, Västergötland |       | 57.829480, 13.340533 | 10178900550001 | Ladda upp en bild av detta fornminne      |
| Södra Ving 56:1                              | Hällristning                |              | Södra Ving, Västergötland |       | 57.811318, 13.282425 | 10178900560001 | Ladda upp en bild av detta fornminne      |
| Svedjorna (Södra Ving 59:1)                  | Gravfält                    |              | Södra Ving, Västergötland |       | 57.853671, 13.301876 | 10178900590001 | Ladda upp en bild av detta fornminne      |
| Södra Ving 60:1                              | Stensättning                |              | Södra Ving, Västergötland |       | 57.834290, 13.321404 | 10178900600001 | Ladda upp en bild av detta fornminne      |
| Södra Ving 61:1                              | Stensättning                |              | Södra Ving, Västergötland |       | 57.834149, 13.320928 | 10178900610001 | Ladda upp en bild av detta fornminne      |
| Södra Ving 62:1                              | Röse                        |              | Södra Ving, Västergötland |       | 57.841871, 13.265041 | 10178900620001 | Ladda upp en bild av detta fornminne      |
| Södra Ving 62:2                              | Stensättning                |              | Södra Ving, Västergötland |       | 57.841709, 13.265286 | 10178900620002 | Ladda upp en bild av detta fornminne      |
| Södra Ving 62:3                              | Stensättning                |              | Södra Ving, Västergötland |       | 57.841647, 13.265487 | 10178900620003 | Ladda upp en bild av detta fornminne      |
| Södra Ving 62:4                              | Stensättning                |              | Södra Ving, Västergötland |       | 57.841485, 13.265462 | 10178900620004 | Ladda upp en bild av detta fornminne      |
| Södra Ving 63:1                              | Grav markerad av sten/block |              | Södra Ving, Västergötland |       | 57.813077, 13.273768 | 10178900630001 | Ladda upp en bild av detta fornminne      |
| Södra Ving 75:1                              | Stensättning                |              | Södra Ving, Västergötland |       | 57.813914, 13.287246 | 10178900750001 | Ladda upp en bild av detta fornminne      |
| Södra Ving 79:1                              | Stensättning                |              | Södra Ving, Västergötland |       | 57.818835, 13.291575 | 10178900790001 | Ladda upp en bild av detta fornminne      |
| Södra Ving 81:1                              | Hällristning                |              | Södra Ving, Västergötland |       | 57.833221, 13.294691 | 10178900810001 | Ladda upp en bild av detta fornminne      |
| Södra Ving 83:1                              | Stensättning                |              | Södra Ving, Västergötland |       | 57.830552, 13.315310 | 10178900830001 | Ladda upp en bild av detta fornminne      |
| Södra Ving 89:1                              | Stensättning                |              | Södra Ving, Västergötland |       | 57.835424, 13.328924 | 10178900890001 | Ladda upp en bild av detta fornminne      |
| Södra Ving 103:1                             | Stenkrets                   |              | Södra Ving, Västergötland |       | 57.836388, 13.320432 | 10178901030001 | Ladda upp en bild av detta fornminne      |
| Södra Ving 103:2                             | Stensättning                |              | Södra Ving, Västergötland |       | 57.836653, 13.320242 | 10178901030002 | Ladda upp en bild av detta fornminne      |
| Södra Ving 107:1                             | Stensättning                |              | Södra Ving, Västergötland |       | 57.851189, 13.325359 | 10178901070001 | Ladda upp en bild av detta fornminne      |
| Södra Ving 108:1                             | Stensättning                |              | Södra Ving, Västergötland |       | 57.851247, 13.326601 | 10178901080001 | Ladda upp en bild av detta fornminne      |
| Södra Ving 123:1                             | Grav markerad av sten/block |              | Södra Ving, Västergötland |       | 57.853750, 13.304096 | 10178901230001 | Ladda upp en bild av detta fornminne      |
| Södra Ving 124:1                             | Hällristning                |              | Södra Ving, Västergötland |       | 57.854105, 13.303645 | 10178901240001 | Ladda upp en bild av detta fornminne      |
| Södra Ving 142:1                             | Stensättning                |              | Södra Ving, Västergötland |       | 57.848124, 13.281035 | 10178901420001 | Ladda upp en bild av detta fornminne      |
| Södra Ving 148:2                             | Stenkrets                   |              | Södra Ving, Västergötland |       | 57.844581, 13.277829 | 10178901480002 | Ladda upp en bild av detta fornminne      |
| Södra Ving 148:4                             | Grav markerad av sten/block |              | Södra Ving, Västergötland |       | 57.844354, 13.277706 | 10178901480004 | Ladda upp en bild av detta fornminne      |
| Södra Ving 149:1                             | Stensättning                |              | Södra Ving, Västergötland |       | 57.840118, 13.265338 | 10178901490001 | Ladda upp en bild av detta fornminne      |
| Södra Ving 149:2                             | Stensättning                |              | Södra Ving, Västergötland |       | 57.840195, 13.265500 | 10178901490002 | Ladda upp en bild av detta fornminne      |
| Källarnabben,Mastunga g:d (Södra Ving 157:1) | Husgrund, historisk tid     |              | Södra Ving, Västergötland |       | 57.794418, 13.278510 | 10178901570001 | Ladda upp en bild av detta fornminne      |
| Källarnabben,Mastunga g:d (Södra Ving 157:2) | Husgrund, historisk tid     |              | Södra Ving, Västergötland |       | 57.794643, 13.279035 | 10178901570002 | Ladda upp en bild av detta fornminne      |
| Södra Ving 166:1                             | Hällristning                |              | Södra Ving, Västergötland |       | 57.827734, 13.215221 | 10178901660001 | Ladda upp en bild av detta fornminne      |
| Södra Ving 175:1                             | Stensättning                |              | Södra Ving, Västergötland |       | 57.841804, 13.269559 | 10178901750001 | Ladda upp en bild av detta fornminne      |
| Södra Ving 175:2                             | Grav markerad av sten/block |              | Södra Ving, Västergötland |       | 57.841741, 13.269396 | 10178901750002 | Ladda upp en bild av detta fornminne      |
| Södra Ving 175:3                             | Stensättning                |              | Södra Ving, Västergötland |       | 57.841745, 13.269247 | 10178901750003 | Ladda upp en bild av detta fornminne      |
| Södra Ving 175:4                             | Stensättning                |              | Södra Ving, Västergötland |       | 57.841623, 13.269078 | 10178901750004 | Ladda upp en bild av detta fornminne      |
| Södra Ving 179:1                             | Stensättning                |              | Södra Ving, Västergötland |       | 57.813844, 13.274470 | 10178901790001 | Ladda upp en bild av detta fornminne      |
| Södra Ving 180:1                             | Stensättning                |              | Södra Ving, Västergötland |       | 57.830565, 13.245425 | 10178901800001 | Ladda upp en bild av detta fornminne      |
| Södra Ving 181:1                             | Stensättning                |              | Södra Ving, Västergötland |       | 57.817897, 13.247028 | 10178901810001 | Ladda upp en bild av detta fornminne      |
| Södra Ving 181:2                             | Stensättning                |              | Södra Ving, Västergötland |       | 57.817894, 13.247267 | 10178901810002 | Ladda upp en bild av detta fornminne      |
| Södra Ving 181:3                             | Stenkrets                   |              | Södra Ving, Västergötland |       | 57.817961, 13.246713 | 10178901810003 | Ladda upp en bild av detta fornminne      |
| Södra Ving 192:1                             | Stensättning                |              | Södra Ving, Västergötland |       | 57.822333, 13.275197 | 10178901920001 | Ladda upp en bild av detta fornminne      |
| Södra Ving 192:2                             | Stensättning                |              | Södra Ving, Västergötland |       | 57.822379, 13.274900 | 10178901920002 | Ladda upp en bild av detta fornminne      |
| Södra Ving 205:1                             | Hällristning                |              | Södra Ving, Västergötland |       | 57.822861, 13.279408 | 10178902050001 | Ladda upp en bild av detta fornminne      |
| Södra Ving 205:2                             | Hällristning                |              | Södra Ving, Västergötland |       | 57.822861, 13.279408 | 10178902050002 | Ladda upp en bild av detta fornminne      |
| Södra Ving 229:1                             | Hällristning                |              | Södra Ving, Västergötland |       | 57.849087, 13.287942 | 10178902290001 | Ladda upp en bild av detta fornminne      |
| Södra Ving 230:1                             | Stensättning                |              | Södra Ving, Västergötland |       | 57.848485, 13.289280 | 10178902300001 | Ladda upp en bild av detta fornminne      |
| Södra Ving 230:6                             | Stensättning                |              | Södra Ving, Västergötland |       | 57.848402, 13.289573 | 10178902300006 | Ladda upp en bild av detta fornminne      |
| Södra Ving 233:1                             | Stensättning                |              | Södra Ving, Västergötland |       | 57.852462, 13.289558 | 10178902330001 | Ladda upp en bild av detta fornminne      |
| Södra Ving 234:1                             | Stensättning                |              | Södra Ving, Västergötland |       | 57.848040, 13.283465 | 10178902340001 | Ladda upp en bild av detta fornminne      |
| Södra Ving 286                               | Gravfält                    |              | Södra Ving, Västergötland |       | 57.810211, 13.251904 | 12000000051278 | Ladda upp en bild av detta fornminne      |
| Tolkabrokvarn, Brokvarnen (Södra Ving 357)   | Kvarn                       |              | Södra Ving, Västergötland |       | 57.815829, 13.293808 | 12000000106181 | Ladda upp en bild av detta fornminne      |
| Södra Ving 361                               | Stensättning                |              | Södra Ving, Västergötland |       | 57.798809, 13.302222 | 12000000106335 | Ladda upp en bild av detta fornminne      |